# María de los Remedios de Escalada
María de los Remedios Carmen de Escalada, más conocida como Remedios de Escalada (Buenos Aires, 20 de noviembre de 1797 - Buenos Aires, 3 de agosto de 1823), fue una patriota argentina, la esposa del Libertador General José de San Martín y madre de su hija Mercedes Tomasa San Martín y Escalada. Es considerada como una de las patricias argentinas más destacadas de su época y en la historia de su país.

## Biografía
María de los Remedios de Escalada nació en la ciudad de Buenos Aires el 20 de noviembre de 1797, en el seno de una familia porteña de gran prestigio social y solvencia económica. Era hija de Tomasa de la Quintana y de Antonio José de Escalada y, según el genealogista Narciso Binayán Carmona, era descendiente del conquistador, explorador y colonizador español Domingo Martínez de Irala (1509-1556); sus antepasados tenían un remoto origen mestizo  guaraní, que compartía con muchos próceres de la época de la Independencia y con grandes personajes paraguayos y argentinos.
Se crio en un hogar que luego de la Revolución de Mayo fue centro de reuniones de los patriotas.

### Matrimonio y descendencia
Remedios de Escalada conoció el 9 de marzo de 1812 a José de San Martín, uno de los oficiales militares que habían retornado a Buenos Aires para incorporarse a las luchas por la Independencia Hispanoamericana. 
Mucho se ha hablado de que pudo haber un arreglo matrimonial entre San Martín y los Escalada debido al carácter aristocrático de la familia de la novia, las costumbres sociales de la época y la propia agenda política de San Martín: con este matrimonio, los Escalada constituían una alianza con un oficial con una promisoria carrera, y San Martín podría tener una vinculación social al aliarse con la aristocracia porteña. Sin embargo, San Martín tuvo conflictos con su familia política y rechazaba sus formas aristocráticas. Hay testimonios de que la madre de Remedios se oponía al matrimonio y consta que una cena de los Escalada, San Martín y Bernardino Rivadavia terminó en un incidente entre el militar y su futura familia política. Al solicitar San Martín su mano, Remedios rompió el compromiso contraído con Gervasio Dorna, quien se alistó en el Ejército del Norte.

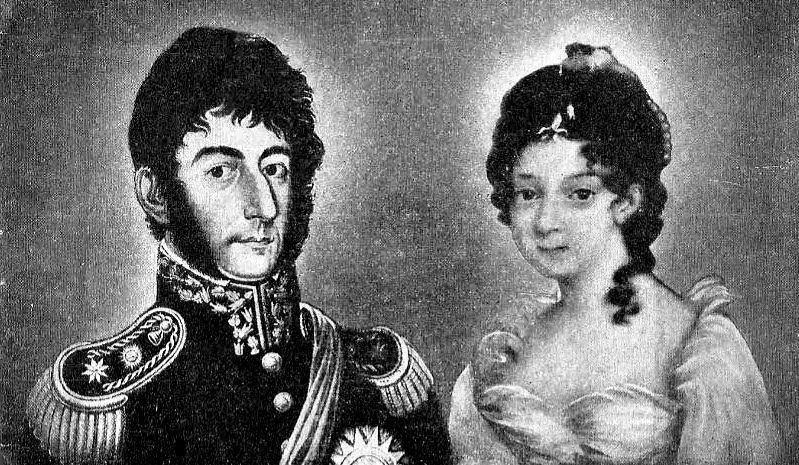
Ilustración de José de San Martín y Remedios de Escalada a partir de un retrato de José Gil de Castro (San Martín) y una miniatura de Charles Durand (María Remedios).

Tras un muy corto noviazgo, el 12 de septiembre de 1812 se desposó con José de San Martín, lo que se denominaba, «por palabras de presente», en una ceremonia privada en la Iglesia de la Merced, con Carlos María de Alvear y  su esposa, Carmen Quintanilla, como testigos. El matrimonio solemne tuvo lugar el 12 de noviembre del mismo año en la Catedral de Buenos Aires con misa de esponsales.
Después de un corto tiempo que pasaron juntos en San Isidro, Remedios regresó a la casa de su familia debido a las responsabilidades de San Martín con relación al recién creado Regimiento de Granaderos a Caballo, por lo que estuvieron separados durante largas temporadas. Solo pudieron volver a reunirse después del 10 de agosto de 1814, cuando San Martín fue designado gobernador de la Intendencia de Cuyo. 
A fines de 1814, Remedios se trasladó a Mendoza para reunirse con su marido, por ese entonces gobernador cuyano. Allí se incorporó a la sociedad local y colaboró en las tareas de organización del Ejército de los Andes para liberar a Chile y Perú. Fue ella quien promovió la entrega de las joyas personales, gesto en el que la acompañaron las damas mendocinas el 10 de octubre de 1815, para contribuir al equipamiento de las fuerzas.

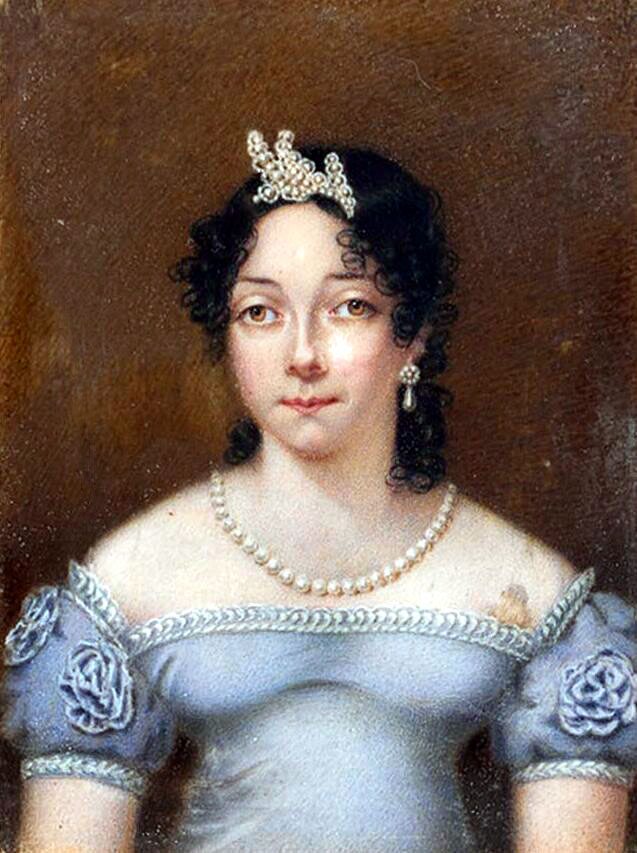
Retrato de Remedios de Escalada de San Martín. Autor y fecha desconocidos

El 24 de agosto de 1816 nació Merceditas, única hija del matrimonio y futura compañera de su padre durante el exilio. En la Navidad de ese año, celebrada en el hogar de los Ferrari, San Martín sugirió la idea de dotar al ejército de una bandera, y Remedios, con sus amigas, la confeccionaron en pocos días.

### Enfermedad
Con la partida de San Martín hacia Chile y su delicado estado de salud quebrado por la tuberculosis, se vio obligada a regresar a Buenos Aires el 16 de marzo de 1819 para instalarse nuevamente en la casa de sus padres. Era tal su estado, que se dispuso llevar un ataúd por si moría en el viaje. El general Manuel Belgrano, jefe del Ejército del Norte, ordenó custodiarla en el trayecto. Su escolta fue encabezada por José María Paz hasta Rosario, para protegerla de las bandas que asolaban la zona.

### Muerte
Ya enferma de gravedad, Remedios fue llevada a una quinta de la calle Caseros y Monasterio, donde el 3 de agosto de 1823 fallece, a la edad de 25 años, lejos de San Martín, cuya presencia solicitó hasta su último instante. Su viudo solo pudo acudir meses más tarde y solicitó a su allegado, ingeniero  Felipe Bertrés la construcción de un mausoleo en mármol en el Cementerio del Norte, actual Cementerio de la Recoleta, para que descansaran sus restos, junto con una lápida, la cual reza: "AQUÍ DESCANSA REMEDIOS de ESCALADA, ESPOSA Y AMIGA DEL GEN. S. MARTÍN".

## Galería

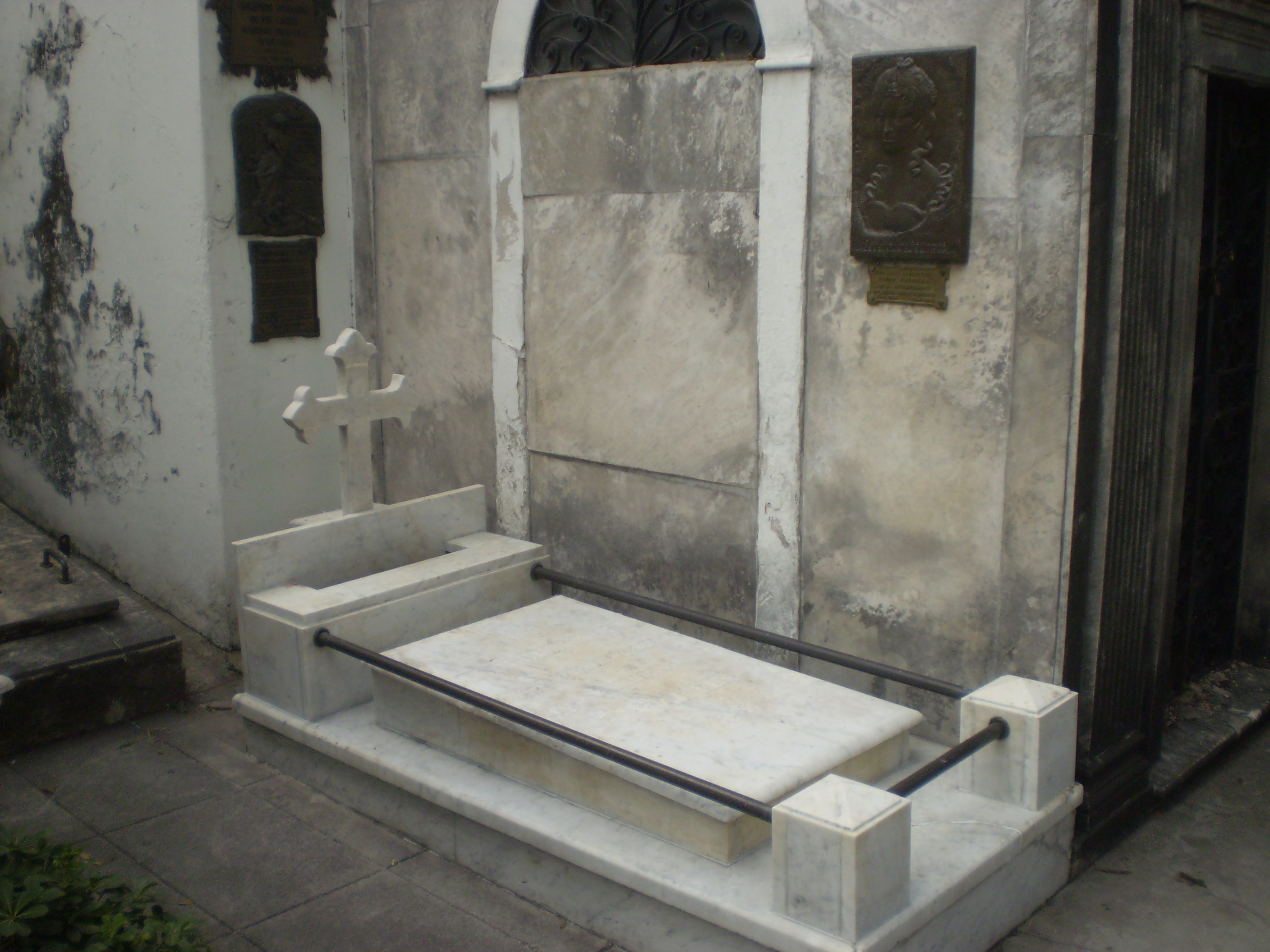
Su austera tumba en el cementerio de la Recoleta.
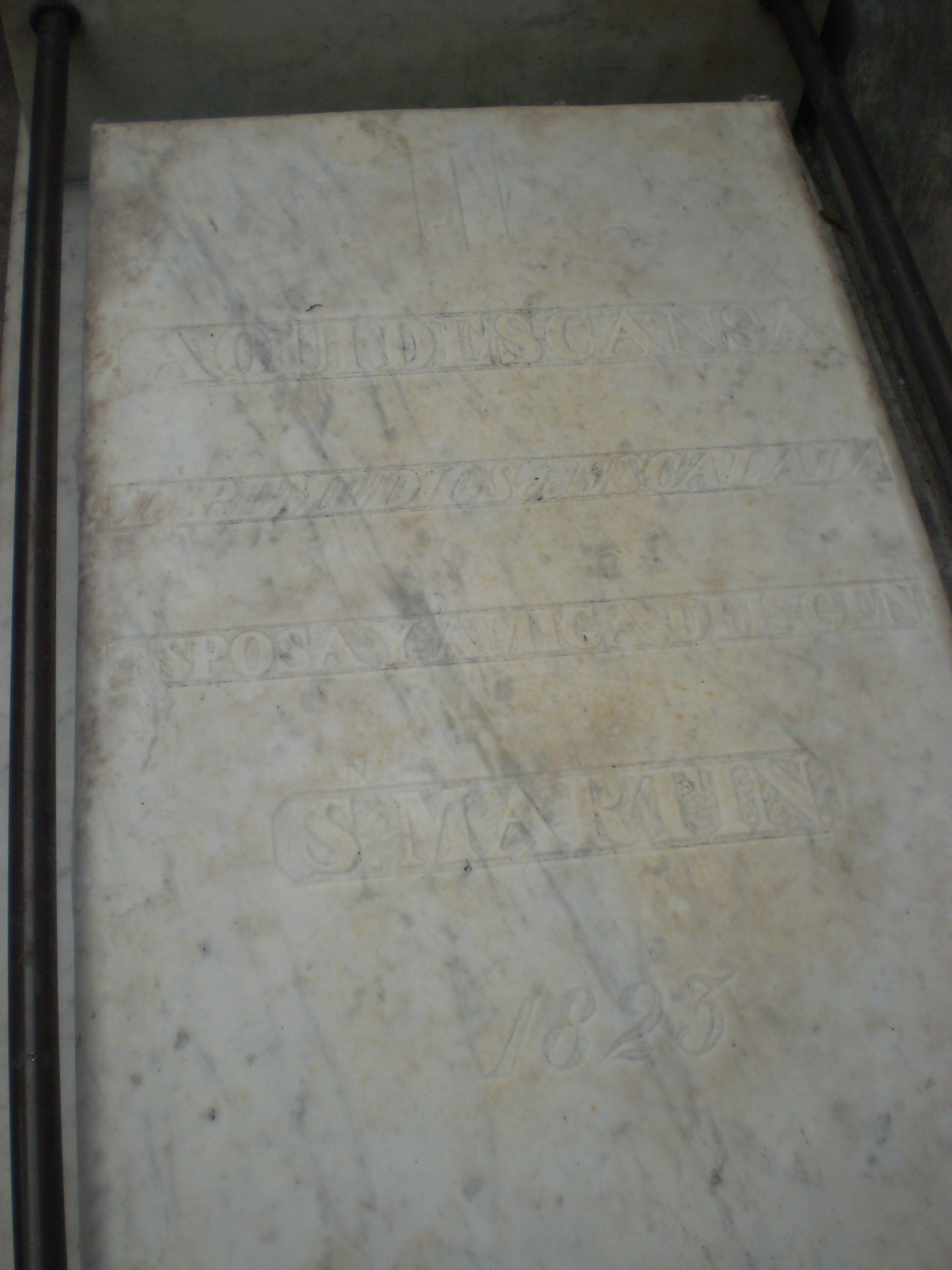
Detalle de la inscripción.
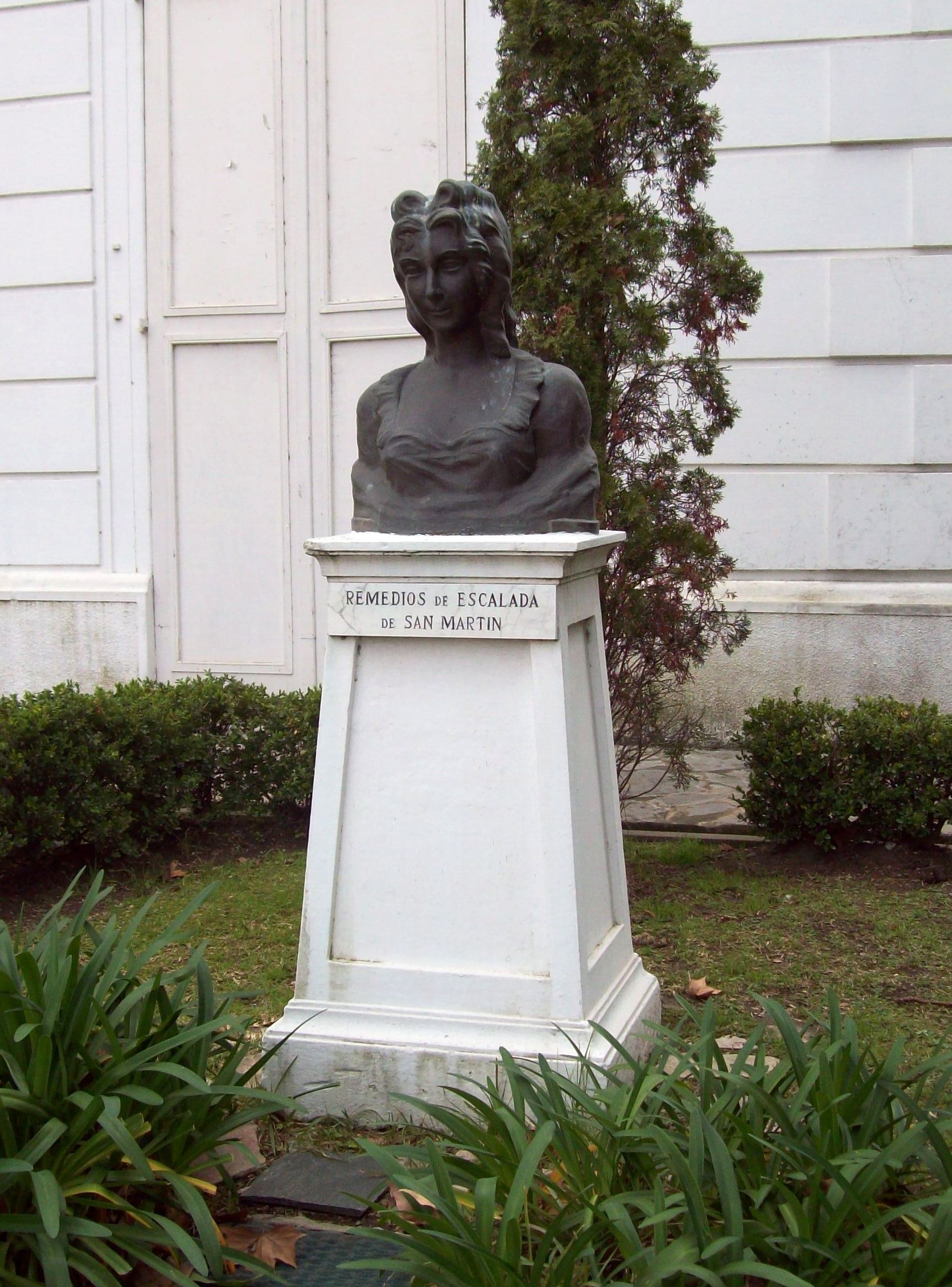
Escultura de Remedios de Escalada en el Instituto Nacional Sanmartiniano.